# Emiliano Buendía
Emiliano Buendía Stati (Mar del Plata, 25 dicembre 1996) è un calciatore argentino con cittadinanza spagnola, centrocampista dell'Aston Villa.

## Caratteristiche
Di ruolo trequartista, può giocare anche sulla fascia destra. Ambidestro, dispone di un ottimo dribbling ed è un buon assistman grazie alla sua visione di gioco. Qualora i mediani fossero pressati, Buendia si abbassa accanto a loro in posizione da mezzala per ricevere palla e portarla in prima persona sulla trequarti con una conduzione o un preciso cambio campo, giocata che è in grado di eseguire senza problemi sia di destro che di sinistro. Nonostante la bassa statura è abile a reggere i contrasti per via del suo fisico tozzo. Aggressivo nel pressing, alle volte, da sbilanciato a seguito di un contrasto, tenta anche di giocare il pallone da terra. In fase difensiva è abile nell'intervenire in tackle, ma la sua aggressività lo porta anche a commettere molti falli.

## Carriera

### Club

#### Gli esordi
Inizia a giocare a calcio nel vivaio del Real Madrid per poi essere ceduto, dopo solo un anno, al Getafe. Il 5 dicembre 2014 esordisce tra i professionisti in occasione di Getafe-Eibar, partita valida per il ritorno del quarto turno di Coppa del Re, subentrando nella ripresa al posto di Ángel Lafita. L'incontro verrà vinto 3-0 dai padroni di casa. Il 1º febbraio 2015 esordisce in Liga entrando nei minuti finale della sfida disputata contro l'Almería. Il 27 settembre dello stesso anno, invece, realizza la sua prima rete in carriera contro il Levante.
Per la stagione 2017-2018 viene ceduto in prestito al Leonesa, club militante in seconda divisione spagnola. Nonostante la retrocessione del club, a fine annata colleziona 7 reti in 42 partite totali.

#### Norwich City
L'8 giugno 2018 viene acquistato dal Norwich City. Il 22 agosto debutta con la nuova maglia contro il Preston N.E. mentre, la prima rete, arriva il 27 ottobre seguente ai danni del Brentford. Al termine della stagione contribuisce con 8 reti alla conquista del campionato.
Il 9 agosto 2019 debutta in Premier League nella partita persa per 4-1 contro il Liverpool. Il 7 luglio 2020 realizza il suo primo gol in Premier nella sconfitta per 2-1 contro il Watford. A fine anno i Canaries retrocedono.
Tornato in Championship, la terza stagione con gli inglesi inizia con una presenza nella sconfitta contro il Derby County. Impiegato stabilmente come ala destra dall'allenatore Daniel Farke, a fine anno risulta il protagonista dell'ennesima promozione del Norwich: saranno 15 le reti segnate in 39 presenze, condite inoltre da 17 assist.

#### Aston Villa
Il 7 giugno 2021 si trasferisce all'Aston Villa per 38 milioni.

#### Prestito al Bayer Leverkusen
Il 29 gennaio 2025, dopo 85 presenze in campionato condite da 9 reti passa in prestito ai tedeschi del Bayer Leverkusen.

### Nazionale
Dopo avere rappresentato l'Under-19 della Spagna, nel maggio 2015 viene incluso nella lista dei convocati dell'Argentina Under-20 al Mondiale Under-20 2015, svoltosi in Nuova Zelanda.
Il 17 maggio 2021 riceve la sua prima convocazione dalla nazionale maggiore argentina. Il 1º febbraio 2022 fa il suo esordio con quest'ultima nel successo per 1-0 contro la Colombia.

## Statistiche

### Presenze e reti nei club
Statistiche aggiornate al 17 maggio 2025.
| Stagione            | Squadra             | Campionato          | Campionato | Campionato | Coppe nazionali | Coppe nazionali | Coppe nazionali | Coppe continentali | Coppe continentali | Coppe continentali | Altre coppe | Altre coppe | Altre coppe | Totale | Totale |
| Stagione            | Squadra             | Comp                | Pres       | Reti       | Comp            | Pres            | Reti            | Comp               | Pres               | Reti               | Comp        | Pres        | Reti        | Pres   | Reti   |
| ------------------- | ------------------- | ------------------- | ---------- | ---------- | --------------- | --------------- | --------------- | ------------------ | ------------------ | ------------------ | ----------- | ----------- | ----------- | ------ | ------ |
| 2014-2015           | Getafe              | PD                  | 6          | 0          | CR              | 5               | 0               | -                  | -                  | -                  | -           | -           | -           | 11     | 0      |
| 2015-2016           | Getafe              | PD                  | 17         | 1          | CR              | 0               | 0               | -                  | -                  | -                  | -           | -           | -           | 17     | 1      |
| 2016-2017           | Getafe              | SD                  | 12         | 2          | CR              | 0               | 0               | -                  | -                  | -                  | -           | -           | -           | 12     | 2      |
| Totale Getafe       | Totale Getafe       | Totale Getafe       | 35         | 3          |                 | 5               | 0               |                    | -                  | -                  |             | -           | -           | 40     | 3      |
| 2017-2018           | Leonesa             | SD                  | 40         | 6          | CR              | 2               | 1               | -                  | -                  | -                  | -           | -           | -           | 42     | 7      |
| 2018-2019           | Norwich City        | FLC                 | 38         | 8          | FACup+CdL       | 2+1             | 0               | -                  | -                  | -                  | -           | -           | -           | 41     | 8      |
| 2019-2020           | Norwich City        | PL                  | 36         | 1          | FACup+CdL       | 2+1             | 0               | -                  | -                  | -                  | -           | -           | -           | 39     | 1      |
| 2020-2021           | Norwich City        | FLC                 | 39         | 15         | FACup+CdL       | 2+0             | 0               | -                  | -                  | -                  | -           | -           | -           | 41     | 15     |
| Totale Norwich City | Totale Norwich City | Totale Norwich City | 113        | 24         |                 | 8               | 0               |                    | -                  | -                  |             | -           | -           | 121    | 24     |
| 2021-2022           | Aston Villa         | PL                  | 35         | 4          | FACup+CdL       | 1+1             | 0               | -                  | -                  | -                  | -           | -           | -           | 37     | 5      |
| 2022-2023           | Aston Villa         | PL                  | 38         | 5          | FACup+CdL       | 1+2             | 0+0             | -                  | -                  | -                  | -           | -           | -           | 41     | 5      |
| 2023-2024           | Aston Villa         | PL                  | 0          | 0          | FACup+CdL       | 0+0             | 0               | UECL               | 0                  | 0                  | -           | -           | -           | 0      | 0      |
| 2024- gen. 2025     | Aston Villa         | PL                  | 12         | 0          | FACup+CdL       | 1+2             | 0               | UCL                | 4                  | 0                  | -           | -           | -           | 19     | 0      |
| Totale Aston Villa  | Totale Aston Villa  | Totale Aston Villa  | 85         | 9          |                 | 8               | 0               |                    | 4                  | 0                  |             | -           | -           | 97     | 9      |
| gen.-giu. 2025      | Bayer Leverkusen    | BL                  | 11         | 2          | CG              | 1               | 0               | UCL                | 2                  | 0                  | SG          | -           | -           | 14     | 2      |
| Totale carriera     | Totale carriera     | Totale carriera     | 284        | 44         |                 | 24              | 1               |                    | 6                  | 0                  |             | -           | -           | 314    | 45     |

### Cronologia presenze e reti in nazionale
| Cronologia completa delle presenze e delle reti in nazionale ― Argentina | Cronologia completa delle presenze e delle reti in nazionale ― Argentina | Cronologia completa delle presenze e delle reti in nazionale ― Argentina | Cronologia completa delle presenze e delle reti in nazionale ― Argentina | Cronologia completa delle presenze e delle reti in nazionale ― Argentina | Cronologia completa delle presenze e delle reti in nazionale ― Argentina | Cronologia completa delle presenze e delle reti in nazionale ― Argentina | Cronologia completa delle presenze e delle reti in nazionale ― Argentina |
| Data                                                                     | Città                                                                    | In casa                                                                  | Risultato                                                                | Ospiti                                                                   | Competizione                                                             | Reti                                                                     | Note                                                                     |
| ------------------------------------------------------------------------ | ------------------------------------------------------------------------ | ------------------------------------------------------------------------ | ------------------------------------------------------------------------ | ------------------------------------------------------------------------ | ------------------------------------------------------------------------ | ------------------------------------------------------------------------ | ------------------------------------------------------------------------ |
| 1-2-2022                                                                 | Córdoba                                                                  | Argentina                                                                | 1 – 0                                                                    | Colombia                                                                 | Qual. Mondiali 2022                                                      | -                                                                        | 80’                                                                      |
| Totale                                                                   |                                                                          | Presenze                                                                 | 1                                                                        |                                                                          | Reti                                                                     | 0                                                                        |                                                                          |

## Palmarès

### Club
- Football League Championship: 2

Norwich City: 2018-2019, 2020-2021

### Individuale
- EFL Awards: 1

2021